# 天台駅 (黄海南道)
天台駅（チョンテえき）は朝鮮民主主義人民共和国黄海南道延安郡に位置する朝鮮民主主義人民共和国鉄道省の駅である。